# بيجار
بيجار هي مدينة إيرانية تقع في محافظة كردستان.
يبلغ عدد سكانها 46,156 حسب إحصاء عام 2006 م.